# パリシーナ・マラテスタ
パリシーナ・マラテスタ（Parisina Malatesta、1404年 - 1425年5月21日）は、15世紀前半のフェラーラ侯爵ニッコロ3世・デステの2度目の妻。
マラテスタ家は武名高く、格式もある名門であった。彼女の伯父カルロ・マラテスタは高名な武将であり、父はチェゼーナの領主であった。15歳で20も年の離れたニッコロ3世の後妻となり、息子を二人産む。しかし4年後、19歳で夫とその亡き愛人ステッラ・トロメイの長男で、1つ年下であったウーゴ・デステと不倫関係になる。2年後、それはついにニッコロ3世に知られ、二人は城内の別々の塔に閉じ込められ斬首された。パリシーナは21歳の若さであった。

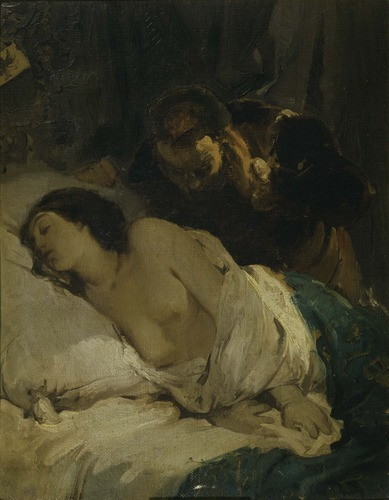
『パリシーナ』（ジュゼッペ・ベルティーニ画）